# Hingganita-(Yb)
La hingganita-(Yb) és un mineral de la classe dels silicats, que pertany al grup de la gadolinita-datolita.

## Característiques
La hingganita-(Yb) és un silicat de fórmula química (Yb,Y,REE)₂□Be₂[SiO₄]₂(OH)₂. Va ser aprovada com a espècie vàlida per l'Associació Mineralògica Internacional l'any 1982. Cristal·litza en el sistema monoclínic. Es troba en forma de cristalls aciculars, de fins a 2 mil·límetres, en agregats esfèrics. La seva duresa a l'escala de Mohs es troba entre 6 i 7. És l'anàleg amb iterbi de la hingganita-(Y), la hingganita-(Ce) i la hingganita-(Nd). Es tracta d'un dels pocs minerals aprovats amb iterbi dominant.
Segons la classificació de Nickel-Strunz, la hingganita-(Yb) pertany a «09.AJ: Estructures de nesosilicats (tetraedres aïllats), amb triangles de BO₃ i/o B[4], tetraèdres de Be[4], compartint vèrtex amb SiO₄» juntament amb els següents minerals: grandidierita, ominelita, dumortierita, holtita, magnesiodumortierita, garrelsita, bakerita, datolita, gadolinita-(Ce), gadolinita-(Y), hingganita-(Ce), hingganita-(Y), homilita, melanocerita-(Ce), minasgeraisita-(Y), calcibeborosilita-(Y), stillwellita-(Ce), cappelenita-(Y), okanoganita-(Y), vicanita-(Ce), hundholmenita-(Y), prosxenkoïta-(Y) i jadarita.

## Formació i jaciments
Va ser descoberta al mont Ploskaya, al massís Keivi occidental, a la península de Kola (óblast de Múrmansk, Rússia). També ha estat descrita a la mina de feldespat de Tangen, a Kragerø (Telemark, Noruega). Sol trobar-se associada a altres minerals com la plumbomicrolita, la fluorita, la keiviïta-(Yb) i la bastnäsita.